# Betrest
Betrest je bila egipatska kraljica supruga 1. dinastije, glavna žena faraona Anedžiba, te je s njim bila majka Semerketa, koji je svrgnuo oca. Semerket spominje Betrest kao svoju majku na Kamenu iz Palerma, ali nigdje ne spominje oca, pa se vjeruje da je Betrest pomagala sinu u svrgavanju oca.